# Gare routière d'Andover, Hampshire
 (mai 2025).
La mise en forme du texte ne suit pas les recommandations de Wikipédia : il faut le « wikifier ».
Les points d'amélioration suivants sont les cas les plus fréquents. Le détail des points à revoir est peut-être précisé sur la page de discussion.
- Les titres sont pré-formatés par le logiciel. Ils ne sont ni en capitales, ni en gras.
- Le texte ne doit pas être écrit en capitales (les noms de famille non plus), ni en gras, ni en italique, ni en « petit »…
- Le gras n'est utilisé que pour surligner le titre de l'article dans l'introduction, une seule fois.
- L'italique est rarement utilisé : mots en langue étrangère, titres d'œuvres, noms de bateaux, etc.
- Les citations ne sont pas en italique mais en corps de texte normal. Elles sont entourées par des guillemets français : « et ».
- Les listes à puces sont à éviter, des paragraphes rédigés étant largement préférés. Les tableaux sont à réserver à la présentation de données structurées (résultats, etc.).
- Les appels de note de bas de page (petits chiffres en exposant, introduits par l'outil «  Source ») sont à placer entre la fin de phrase et le point final[comme ça].
- Les liens internes (vers d'autres articles de Wikipédia) sont à choisir avec parcimonie. Créez des liens vers des articles approfondissant le sujet. Les termes génériques sans rapport avec le sujet sont à éviter, ainsi que les répétitions de liens vers un même terme.
- Les liens externes sont à placer uniquement dans une section « Liens externes », à la fin de l'article. Ces liens sont à choisir avec parcimonie suivant les règles définies. Si un lien sert de source à l'article, son insertion dans le texte est à faire par les notes de bas de page.
- La présentation des références doit suivre les conventions bibliographiques. Il est recommandé d'utiliser les modèles {{Ouvrage}}, {{Chapitre}}, {{Article}}, {{Lien web}} et/ou {{Bibliographie}}. Le mode d'édition visuel peut mettre en forme automatiquement les références.
- Insérer une infobox (cadre d'informations à droite) n'est pas obligatoire pour parachever la mise en page.

Pour une aide détaillée, merci de consulter Aide:Wikification.
Si vous pensez que ces points ont été résolus, vous pouvez retirer ce bandeau et améliorer la mise en forme d'un autre article.
 (avril 2025).
La gare routière d'Andover, Hampshire est située dans le centre-ville, à côté de Western Avenue (A3057) et West Street. Il est construit à côté du parking à étages, relié au Chantry Centre, le centre commercial local. Juste à côté se trouve également un Costa Coffee. En général, la gare routière est située à proximité du collège local d'Andover, du centre de loisirs, de l'église et de la rue principale.
La gare routière d'Andover dispose de 10 quais, étiquetés A à J, mais aucun service n'est actuellement prévu pour utiliser J.

## Entreprises
En septembre 2024, seules deux compagnies de bus desservent la gare routière. Il s'agit de : Stagecoach South et Salisbury Reds  (qui fait partie de Go South Coast / Go-Ahead Group). Cependant, la majorité des itinéraires ne sont desservis que par Stagecoach, Salisbury Reds ne coopère que sur l'itinéraire Activ8.
Il existe une autre compagnie qui propose un itinéraire, mais celui-ci n'est pas ouvert à tous, car il faut s'inscrire. Ceci est exploité par Hampshire Community Transport.

## Itinéraires internes (À l'intérieur de la zone de billets d'Andover)
1 - Quai A - vers King Arthur's Way et Roman Way
2 - Quai  B - vers East Anton (Augusta Park)
3 - Quai F vers Charlton / Saxon Fields et Quai D vers Picket Twenty, ce service passe parfois par la gare d'Andover
4 - Quai E - vers Drove Estate et Picket Piece, ce service passe parfois par la gare d'Andover

## Itinéraires externes (À l'extérieur de la zone de billets d'Andover)
5 - Quai G - vers Monxton Rd & Thruxton - passe également par Grateley, ce service passe également par la gare d'Andover
7 - Quai I - vers Newbury - passe également par Enham Alamein, Hurstbourne Tarrant et Highclere
Activ8  - Quai C - vers Ludgershall, Tidworth et Salisbury - passe également par Weyhill, Amesbury, Bulford et sur certains trajets Larkhill. Ce service passe également par la gare d'Andover (Angleterre)
75 - Quai G - vers Sutton Scotney, South Wonston et Winchester
76 - Quai E - vers Whitchurch, Overton et Basingstoke - passe également par Oakley
87 - Quai F - Andover - Salisbury - passe également par Kentsboro, Middle Winterslow, Pitton et Firstdown

### Bus universitaires
73 - Quai G - vers Sparsholt College (Winchester) et Peter Symonds College (Winchester), desservant la gare routière d'Andover, mais il commence à Charlton. Ce service peut également être emprunté en direction de Charlton.
74 - Quai G - vers Peter Symonds College
676 - Quai E - vers Queen Mary's College (Basingstoke)

### Transports communautaires du Hampshire
C1 - Quai I - West Park (Appleshaw) vers la gare routière d'Andover - plus un voyage de retour, cela passe par Appelshaw, Ragged Appleshaw, Clanville, Penton Mewsey et la gare d'Andover.

### Bus communautaire de Broughton et Mottisfont
Andover - Quai K - vers Dunbridge via Stockbridge, Broughton et Mottisfont.

## Anciens itinéraires de bus

### Jusqu'au17 avril 2025
9 - Arrêt F - vers Berry Way
12 - Arrêt F - vers Picton Road
13 - Arrêt E - vers Colenzo Drive
15 vers Stockbridge
17 vers Anna Valley, Middle Wallop et Over Wallop